# Distretto di Huai Yot
Il distretto di Huai Yot (in thailandese: ห้วยยอด) è un distretto (amphoe) della Thailandia, situato nella provincia di Trang.